# 鳞花草
鳞花草（学名：Lepidagathis incurva）是爵床科鳞花草属的植物。分布在中南半岛、喜马拉雅、印度以及中国大陆的香港、云南、广东、海南、广西等地，生长于海拔200米至2,200米的地区，多生于草地、干旱草坡、灌丛、旷野以及河边沙地，目前尚未由人工引种栽培。

## 麟花草之中醫藥療用價值
全草可入藥，味甘、微苦，性寒；能清熱解毒、消腫止痛。